# Ōsaka Shigure
«Ōsaka Shigure» (大阪しぐれ?  'Lluvia de otoño en Ōsaka') es el octogésimo segundo sencillo lanzado por la cantante japonesa Harumi Miyako a través de la discográfica Nippon Columbia, que salió a la venta el 1 de febrero de 1980. El sencillo se considera una de las canciones más famosas de Miyako, que vendió más de un millón de copias.

## Composición
Miyako escribió «Ōsaka Shigure» en su estilo característico de enka y su letra trata sobre una mujer melancólica después de un desamor. El título es una combinación del nombre de la ciudad de Ōsaka y «shigure» (時雨?), cuyo significado refiere a las lluvias ligeras a fines de otoño y principios de invierno. La letra hace referencia a Kitashinchi (北新地?), Dōjima (堂島?) y a Sonezaki (曽根崎?), que son todos barrios en Kita-ku, Osaka, conocidos por sus bares y vida nocturna.

## Recepción
«Ōsaka Shigure» tuvo un buen desempeño en la lista Oricon Singles Chart. El sencillo fue el cuadragésimo noveno más vendido en 1980 y luego superó su propio récord al ocupar el sexto lugar en 1981. «Ōsaka Shigure» también recibió críticas positivas de los críticos. La canción fue ganadora de la categoría «Mejor interpretación vocal» en la vigésimo segunda edición de los Japan Record Awards. El letrista de la canción, Osamu Yoshioka, ganó el decimotercer premio Japan Lyricist Awards por esta canción. Miyako también resultó invitada a la trigésima primera edición de Kōhaku Uta Gassen para interpretar esta canción, en un programa de televisión en la noche previa al Año nuevo, lo que se considera un honor par un músico japonés. Esta actuación fue la decimosexta vez que Miyako apareció en el programa. El sencillo es uno de los seis de Miyako que vendieron más de un millón de copias, con 1,14 millones vendidas.
Muchos artistas lanzaron sus propias versiones de «Ōsaka Shigure» en sus propios álbumes. Algunos ejemplos a destacar son Hibari Misora en su álbum de 1982 Hitokoizake (人恋酒?)  y Kaori Kozai en su álbum de 1995 Tsuzureori Hyakei Vol. 5: Ōsaka Monogatari (綴織百景 Vol.5 大阪物語?). Miyuki Hatakeyama también cantó esta canción en el álbum de 2020 Miyako Harumi o Sukininatta Hito (都はるみを好きになった人?), un álbum tributo a Miyako.

## Lista de canciones
| N.º | Título                       | Letras         | Música           | Arreglos     | Duración |  |
| 1.  | «Ōsaka Shigure» (大阪しぐれ) | Osamu Yoshioka | Shōsuke Ichikawa | Tsuneō Saitō |          |  |
| 2.  | «Onna Koiuta» (おんな恋唄)   | Keiko Yūki     | Jun Suzuki       | Makoto Saeki |          |  |